# Брушана (Фиренца)
Брушана је насеље у Италији у округу Фиренца, региону Тоскана.
Према процени из 2011. у насељу је живело 433 становника. Насеље се налази на надморској висини од 35 м.